# Sabanejewia aurata
Sabanejewia aurata is een straalvinnige vissensoort uit de familie van de modderkruipers (Cobitidae). De wetenschappelijke naam van de soort is voor het eerst geldig gepubliceerd in 1863 door De Filippi.